# عصام خوقير
عصام خوقير (1927- 2018)، أديب وطبيب سعودي، ورائد الحركة الأدبية المسرحية؛ إذ كتب أول نص مسرحي في السعودية بعنوان (في الليل لما خلي) عام 1970، ويُعد من أوائل الأطباء والروائيين السعوديين، كتب للإذاعة نحو 50 عملًا إذاعيًا تم توظيفها في برنامج (بسمات) الذي قدمه أمين سالم الرويحي خلال السبعينات الميلادية، كما كان يكتب المقالة، وقد غلب على أعماله الطابع الفكاهي، حيث كانت تلك طريقته في معالجة القضايا عبر المسرحية والرواية والقصص الطويلة، وجُسدت مسرحيته (السعد وعد) في عمل درامي أنتجه التلفزيون السعودي، وكُرم في عدة مناسبات منها مهرجان الفرق المسرحية السادس بسلطنة عمان، واستثمر 5 عقود من عمره في الطب، إذ عمل في وزارة الصحة لسنوات شغل خلالها منصب مدير مستشفى الملك فهد، ومديرًا بعدها للشؤون الصحية في المدينة المنورة، وذلك قبل أن يتفرغ للعمل في عيادته الخاصة، أصدر نحو 12 عملًا منها رواية (السنيورة) ومسرحية (الشيطان في إجازة)، وتوفي في جدة عام 2018.